# 年官
年官(ねんかん)とは、日本の古代・中世前期において、皇族及び貴族が保有していた官職推薦権を指す用語。太上天皇をはじめ皇族、公卿に対して毎年、一定の官職を給与し、給与を受けた者が任官希望者を募り、任料を納めさせる代わりに希望者を申任させる制度である。また、任料を目的とせず、自己の親族や家司を申任させて経済的な恩恵を給付する方法としても用いられた。
一種の封禄としての意味を持ち、平安時代初期に三宮に給与したのにはじまり、寺社や宮司などに官職を給与した成功（じょうごう）と同じく、売官によるものであった。しかし、次第に同制度は衰退した。

## 関連文献
- 手嶋大侑『平安時代の年官と地方社会-都と諸国の人的ネットワーク』吉川弘文館 2025年2月　ISBN　9784642046879